# Stumpffia
Stumpffia ist eine Gattung aus der Familie der Engmaulfrösche (Microhylidae). Sie gehört zur Unterfamilie der Madagaskar-Engmaulfrösche, die ausschließlich auf Madagaskar vorkommt. Sie umfasst 43 Arten.

## Merkmale
Die Arten der Gattung Stumpffia gehören zu den kleinsten Wirbeltieren der Welt. Sie erreichen eine Kopf-Rumpf-Länge von 10 bis 28 Millimetern.  Ein gravides Weibchen von Stumpffia pygmaea hatte beispielsweise eine Länge von 11 Millimetern bei einem Gewicht von 0,2 Gramm.
Weder am Kiefer noch am Gaumen sind Zähnchen zu finden.

## Vorkommen und Verbreitung
Die Arten der Gattung Stumpffia sind auf Madagaskar und den angrenzenden Inseln endemisch. Sie leben dort oft in einem sehr kleinen Verbreitungsgebieten (Mikroendemismus), weisen dabei aber eine große Artenvielfalt auf. Viele Arten sind noch nicht beschrieben.
Die Arten leben im Gegensatz zu verschiedenen baumbewohnenden Gattungen der Madagaskar-Engmaulfrösche auf dem Boden in der Laubstreu. Einige Arten bewohnen Karsthöhlen und sind an dieses Habitat angepasst.

## Systematik und Taxonomie
Die Gattung Stumpffia wurde im Jahr 1881 von Oskar Boettger erstmals beschrieben und zu Ehren ihres Entdeckers Antonio Stumpff so benannt. Der im Englischen manchmal gebrauchte Trivialname stump-toed frog (Stumpfzehenfrosch) bezieht sich auf die Form der Zehen, die meist keine Haftscheiben besitzen.
Molekulargenetische Arbeiten zur Systematik der Gattung Stumpffia zeigten Probleme mit der Monophylie der Gruppe auf. Stumpffia helenae scheint nicht in diese Klade zu passen. Morphologisch unterscheidet sich diese Art durch gut ausgebildete Haftscheiben an Finger- und Zehenspitzen von den anderen Arten der Gattung. Nach Arbeiten von Pedro Peloso, Darrel Frost und Anderen hatte die Referenzdatenbank „Amphibian Species of the World“ die Gattung Stumpffia im zweiten Quartal 2015 mit der früher als Schwestergruppe angesehenen Gattung Rhombophryne zusammengelegt. Stumpffia war daher bis März 2019 in dieser Online-Referenz nur noch ein Synonym zu der 1880 ebenfalls von Oskar Boettger beschriebenen Gattung Rhombophryne. Andere Autoren jedoch gliederten die problematische Art Stumpffia helenae als Anilany helenae in eine eigene monotypische Gattung aus, sodass die Gattung Stumpffia wieder monophyletisch erscheint.

## Arten
Die Gattung Stumpffia umfasst 44 Arten.Stand: 10. Juni 2022
Bis zum Jahr 2015 wurden 16 Arten beschrieben, die danach von manchen Autoren mit der Gattung Rhombophryne zusammengelegt wurden. Stumpffia helenae wurde später in eine eigene Gattung als Anilany helenae ausgegliedert.
Stand: 26. Februar 2015
- Stumpffia analamaina Klages, Glaw, Köhler, Müller, Hipsley & Vences, 2013[9]
- Stumpffia be Köhler, Vences, D’Cruze & Glaw, 2010
- Stumpffia gimmeli Glaw & Vences, 1992
- Stumpffia grandis Guibé, 1974
- Stumpffia hara Köhler, Vences, D’Cruze & Glaw, 2010
- Stumpffia kibomena Glaw, Vallan, Andreone, Edmonds, Dolch & Vences, 2015[2]
- Stumpffia madagascariensis Mocquard, 1895
- Stumpffia megsoni Köhler, Vences, D’Cruze & Glaw, 2010
- Stumpffia miery Ndriantsoa, Riemann, Vences, Klages, Raminosoa, Rödel & Glos, 2013[10]
- Stumpffia psologlossa Boettger, 1881
- Stumpffia pygmaea Vences & Glaw, 1991
- Stumpffia roseifemoralis Guibé, 1974
- Stumpffia staffordi Köhler, Vences, D’Cruze & Glaw, 2010
- Stumpffia tetradactyla Vences & Glaw, 1991
- Stumpffia tridactyla Guibé, 1975

Im Jahr 2017 wurden 26 neue Arten beschrieben. Zusammen mit den oben angeführten waren das zum damaligen Zeitpunkt 41 Arten (ohne Stumpffia helenae):
- Stumpffia achillei
- Stumpffia analanjirofo
- Stumpffia angeluci
- Stumpffia betampona
- Stumpffia contumelia
- Stumpffia davidattenboroughi
- Stumpffia diutissima
- Stumpffia dolchi
- Stumpffia edmondsi
- Stumpffia fusca
- Stumpffia garraffoi
- Stumpffia huwei
- Stumpffia iharana
- Stumpffia jeannoeli
- Stumpffia larinki
- Stumpffia makira
- Stumpffia maledicta
- Stumpffia mamitika
- Stumpffia meikeae
- Stumpffia miovaova
- Stumpffia nigrorubra
- Stumpffia obscoena
- Stumpffia pardus
- Stumpffia sorata
- Stumpffia spandei
- Stumpffia yanniki

Im Jahre 2020 wurde eine weitere Stumpffia-Art beschrieben:
- Stumpffia froschaueri Crottini, Rosa, Penny, Cocca, Holderied & Andreone, 2020[12]

Im Jahr 2022 kamen zwei weitere Art dazu:
- Stumpffia bishopi Rakotoarison, Glaw, Rasolonjatovo, Razafindraibe, Vences, and Scherz, 2022[13]
- Stumpffia lynnae Mullin, Rakotomanga, Dawson, Glaw, Rakotoarison, Orozco-terWengel, and Scherz, 2022[14]